# Leptepania okunevi
Leptepania okunevi är en skalbaggsart som beskrevs av Shabliosvsky 1936. Leptepania okunevi ingår i släktet Leptepania och familjen långhorningar. Inga underarter finns listade i Catalogue of Life.